# Francisco Ponzán Vidal
Francisco Ponzán Vidal (Oviedo, 30 gennaio 1911 – Buzet-sur-Tarn, 17 agosto 1944) è stato un anarchico spagnolo.

## Biografia
Membro della Confederación Nacional del Trabajo, aveva fatto parte, durante la guerra civile spagnola, dell'Ufficio Informazioni dell'Esercito repubblicano  denominato SIEP ed era specializzato nelle operazioni di spionaggio e/o di sabotaggio oltre le linee nemiche. Entrato in Francia il 10 febbraio 1939 era stato internato a Campo d'internamento di Le Vernet, da cui era fuggito per rientrare in Spagna ad organizzare l'espatrio di ricercati dalla polizia franchista o evasi dal campo di concentramento d'Albatera.
Nel 1940 fu ferito a Boltaña durante una spedizione avente lo scopo di liberare dei prigionieri catturati dai fascisti fra i quali il suo amico e compagno Manuel Lozano Guillén commissario politico  della 127 Brigada Mixta fucilato a Saragozza nel 1945. La sua base operativa  era Tolosa, ove entrò in contatto il capitano Garrow con il quale concordò di creare una rete d'evasione attraverso i Pirenei. Ponzán si avvalse della collaborazione di Roberto Terres, luogotenente Tessier, da lui soprannominato il Padre, di Pascual Lopéz Laguarta  detto Sixto e di Juan Catala Balana, tutti libertari evasi da Campo d'internamento di Le Vernet e guide di montagna esperte. Il gruppo riuscì in circa tre anni d'attività a far passare almeno 1.500 fuggiaschi, tra cui 700 aviatori alleati, nonché documenti ed istruzioni per conto del Bureau Central de Renseignements et d'Action – BCRA (Ufficio Informazioni della Francia Libera) utilizzando almeno tre diverse linee di passaggio: Tolosa - Osseja, Tolosa - Banyuls, Tolosa - Andorra. 
Davanti al dilatarsi del fenomeno delle fughe, le autorità di Vichy non fidandosi completamente delle guardie di frontiera, dislocarono in zona dei corpi speciali. Gli effetti non tardarono a farsi sentire; il 14 ottobre 1942 i poliziotti irruppero nell'appartamento della sorella di Ponzán, Pilar, che farà parte del gruppo dei suoi biografi nel prosieguo, e lo arrestarono con altri cinque compagni, di cui tre guide. Essi furono portati al campo di Campo d'internamento di Le Vernet e sottoposti a stretta sorveglianza, ma il Padre riuscì grazie a falsi documenti a farli rilasciare il 22 dicembre, quando tutta la Francia, a seguito dello sbarco degli Alleati nell'Africa del Nord francese, era ormai occupata dalle truppe tedesche.  Una sera incappò in un controllo di polizia e, riconosciuto, fu arrestato. Accusato di possesso di documenti falsi fu processato nel settembre 1943 per evasione e per complotto antinazionale e condannato ad una pena di quattordici mesi di carcere, già in pratica scontati. Ma la Gestapo lo prelevò e lo trasferì in carcere sotto la sua giurisdizione. Da questo momento di lui si perse ogni traccia, fino al 17 agosto 1944, quando i nazisti, che stavano evacuando Tolosa, lo prelevarono dalle carceri insieme ai detenuti politici, uomini e donne, che portati nel piccolo villaggio di Buzet-sur-Tarn furono massacrati.
Il suo fondo personale si trova al CRAI Biblioteca Pavelló de la República. È costituito da lettere, vari documenti personali e di maquis, politica, etc.

### Riconoscimenti internazionali
Francisco Ponzán Vidal, per i servizi resi, sarà decorato alla memoria dai governi americano, inglese, belga e francese; i suoi compagni pur tra mille difficoltà continuarono, sotto la direzione di Marie-Luise Dissard (Françoise) la sua opera, fintantoché il moltiplicarsi degli arresti e la paura di rappresaglie, che aveva fatto chiudere molte porte, altre volte amiche, indussero i superstiti del gruppo a confluire in altre reti o a prendere la via dei maquis.